# 国鉄ヨ3500形貨車
国鉄ヨ3500形貨車（こくてつヨ3500がたかしゃ）は、1950年（昭和25年）から1958年（昭和33年）にかけて、日本国有鉄道（国鉄）に登場した事業用貨車（車掌車）である。

## 概要
戦後しばらく国鉄は、GHQの命令により所要両数を確保するため、木造二軸貨車を車掌車に改造した、急ごしらえのヨ2500形等の車掌車で凌いできた。本形式は、車両設備が貧弱で現場から敬遠されていたこれらの急造車掌車を置き換えるため、1950年から1958年にかけて、戦前製の鋼製車掌車、ヨ2000形をベースにして設計、製造された新造車である。

## 構造
本車の基本設計は、ヨ2000形であるため、鋼丸棒組み立ての仕切りをもつ両側デッキ、4,200mmの軸距を持つ一段リンク式の足回り、中央に寄った4枚の窓をもつ車体等の外観や、3人分の執務机と椅子、長椅子をもつ車内設備等は、ヨ2000形同様である。ただし、暖房用の石炭ストーブ（ダルマストーブ）と電灯設備が新たに装備され、乗務員の作業環境が改善されている点が新しい。
ヨ3500形は、1,345両もの両数が製造されており、製造時期によって設計変更が加えられている為、デッキ仕切りが鋼丸棒組み立てから鋼板に変更したもの（ヨ3550 - の2次車以降）、側面の4枚の窓間隔を拡大したもの（3次車以降）等、製造時期によって若干仕様の差異がある。
全車、塗色は黒である。

## 分類
ヨ3500形は、全く新規に製造された車両と、戦時中に大量配備されたものの走行性能の悪さや貨物輸送量の減少により多数が余剰となっていた三軸無蓋車トキ900形から改造された車両の2種類があり、新製車両については富士車輌、帝國車輛工業、新潟鐵工所、ナニワ工機等で595両が製作された。
各年度による製造会社と両数は次のとおりである。

### 初期新製車
1950年に新製された初期グループで、外観はヨ2000形とほぼ同一である。
- 1950年（昭和25年度） - 50両
  - 富士車輌 50両 （ヨ3500 - ヨ3549）

### トキ900形からの改造車
1951年から1953年にかけて、トキ900形からの改造名目により製作されたグループである。流用部品は連結器、輪軸、担いばね、ブレーキ系部品のみで、車体や台枠は新製されている。新津工場、多度津工場、松任工場等の国鉄工場で750両が改造・製作された。
各年度による改造工場と両数は次のとおりである。
- 1951年（昭和26年度） - 300両
  - 多度津工場 100両（ヨ3550 - ヨ3649）
  - 西鹿児島工場 50両（ヨ3650 - ヨ3699）
  - 松任工場 50両（ヨ3700 - ヨ3749）
  - 土崎工場 100両（ヨ3750 - ヨ3849）
- 1952年（昭和27年度） - 350両
  - 多度津工場 30両 （ヨ3950 - ヨ3979）
  - 土崎工場 30両 （ヨ3980 - ヨ4009）
  - 松任工場 70両 （ヨ4010 - ヨ4079）
  - 高砂工場 90両 （ヨ4080 - ヨ4169）
  - 名古屋工場 50両 （ヨ4170 - ヨ4219）
  - 新津工場 80両 （ヨ4220 - ヨ4299）
- 1953年（昭和28年度） - 100両
  - 新津工場 60両 （ヨ4300 - ヨ4359）
  - 新小岩工場 40両 （ヨ4360 - ヨ4399）

### 後期新製車
1952年から1956年にかけて帝國車輛工業、新潟鐵工所、ナニワ工機などで新製されたグループである。ヨ4400以降は屋根上の通風器が2個になった。1958年に製造された最終グループ30両は車体が全溶接となり、外窓枠も無くなった。
- 1952年（昭和27年度） - 100両
  - 帝國車輛工業 50両 （ヨ3850 - ヨ3899）
  - 新潟鐵工所 40両 （ヨ3900 - ヨ3939）
  - ナニワ工機 10両 （ヨ3940 - ヨ3949）
- 1953年（昭和28年度） - 200両
  - 日本車輌製造本店 30両 （ヨ4400 - ヨ4429）
  - 日本車輌製造支店 15両 （ヨ4430 - ヨ4444）
  - 川崎車輛 12両 （ヨ4445 - ヨ4456）
  - 新潟鐵工所 28両 （ヨ4457 - ヨ4484）
  - 帝國車輛工業 20両 （ヨ4485 - ヨ4504）
  - 東急車輛製造 10両 （ヨ4505 - ヨ4514）
  - 宇都宮車輛 9両 （ヨ4515 - ヨ4523）
  - 輸送機工業 23両 （ヨ4524 - ヨ4546）
  - 飯野産業 8両 （ヨ4547 - ヨ4554）
  - 富士車輌 18両 （ヨ4555 - ヨ4572）
  - 若松車輛 11両 （ヨ4573 - ヨ4583）
  - ナニワ工機 16両 （ヨ4584 - ヨ4599）
- 1954年（昭和29年度） - 100両
  - 帝國車輛工業 30両 （ヨ4600 - ヨ4629）
  - 東急車輛製造 20両 （ヨ4630 - ヨ4649）
  - 富士車輌 35両 （ヨ4650 - ヨ4684）
  - 若松車輛 15両 （ヨ4685 - ヨ4699）
- 1955年（昭和30年度） - 65両
  - 川崎車輛 32両 （ヨ4700 - ヨ4731）
  - 新潟鐵工所 33両 （ヨ4732 - ヨ4764）
- 1956年（昭和31年度） - 40両
  - 輸送機工業 40両 （ヨ4765 - ヨ4804）
- 1957年（昭和32年度） - 40両
  - 富士車輌 40両 （ヨ4805 - ヨ4844）

## 運用等

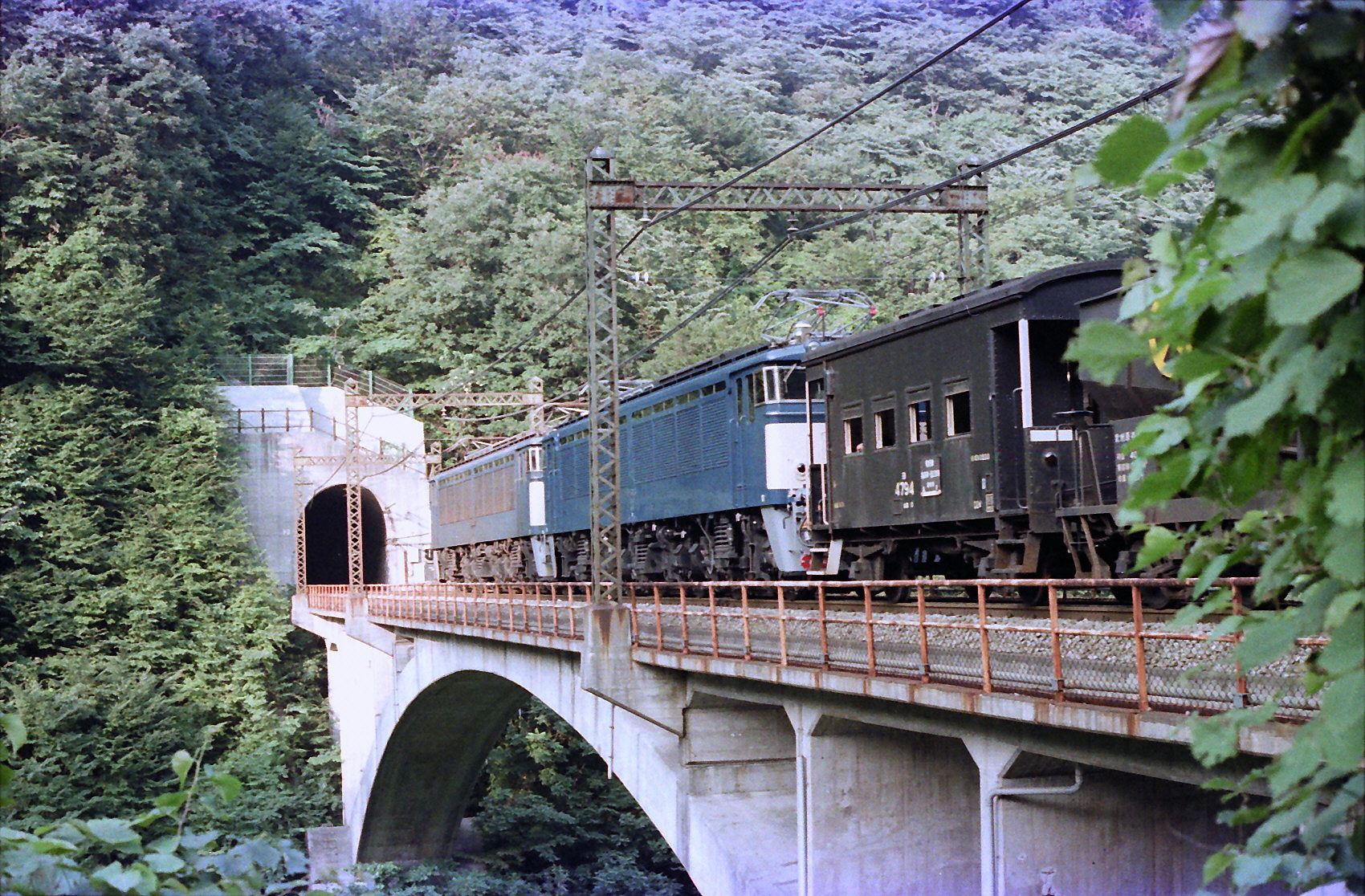
信越本線横軽間の貨物列車に連結されたヨ3500形（1978年）

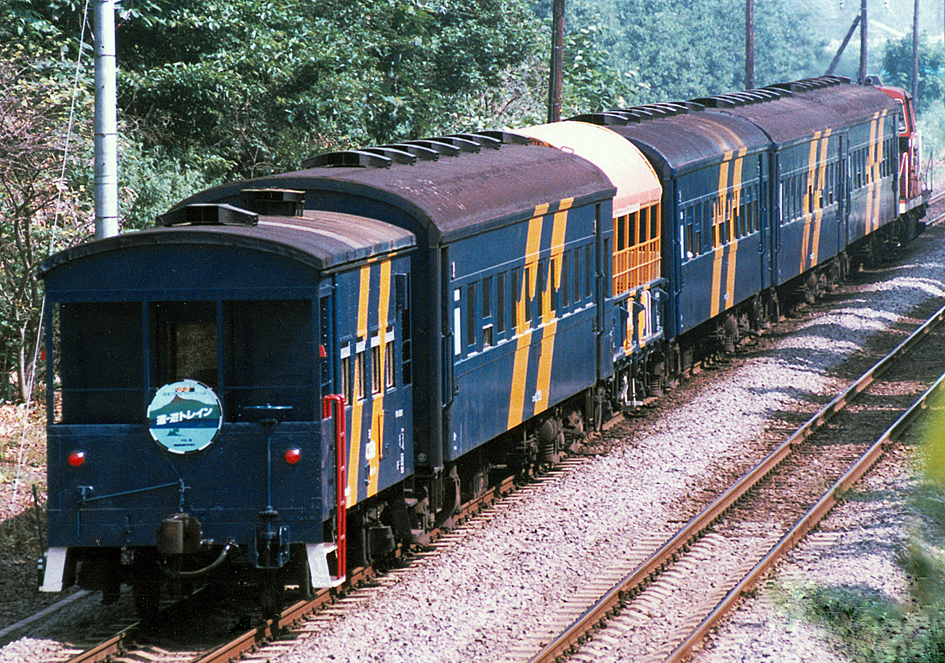
函館本線「くるくる駒ケ岳 遊・遊トレイン」（1986年）

登場後、老朽化した車掌車を置き換えて全国で使用された。
本形式は、長く軟らかい担いバネを持つ足回りにより75 km/h走行を可能としていたが、汐留 - 梅田間において運転される高速貨物列車に充当するため、1959年（昭和34年）に12両が85 km/h対応の足回りの二段リンク式化改造を受け、新形式ヨ5000形ヨ5000 - ヨ5011となった。
その後、時代の趨勢による貨物列車の速度向上の要望に対応するため、1967年（昭和42年）以降に多くのヨ3500形が85 km/h対応にするための2段リンク化改造を受け、元番号+10000の番号を付与されてヨ5000形に編入されている（番号は13500 - 14844の範囲となるが未改造車の分は欠番）。1968年時点でのヨ3500形の総数は294両に減少した。
2段リンク化改造を受けなかったヨ3500形は、貨物列車の速度が比較的遅い北海道と四国で引き続き運用された。また、粘着運転開始後の信越本線横川 - 軽井沢間の碓氷峠を通過する貨物列車の車掌車については、EF63形による推進運転時の座屈等の問題から一段リンク式足回りをもつ本形式が限定的に使用されていた。
その後、老朽化や貨物列車の廃止、ヨ8000形への置換えによる余剰廃車で順次数を減らし、1987年（昭和62年）の国鉄分割民営化の際には東日本旅客鉄道（JR東日本）へ4両、北海道旅客鉄道（JR北海道）へ1両の計5両が承継された。
JR東日本に承継されたものはヨ4206が2000年代に保留車を経て廃車となったのを最後に消滅している。
JR北海道に継承された1両（ヨ4350）は、「くるくる駒ケ岳 遊・遊トレイン」や「ノロッコ号」のトロッコ列車用に使用されていたもので、後年「SLすずらん号」編成や冬の湿原号編成の展望車に転用された。それに伴い1両（ヨ4647）が車籍復活し、同編成に組み込まれた。ヨ4647は2015年度に再び廃車され、最後まで釧路運輸車両所に残っていたヨ4350も2016年（平成28年）7月20日に廃車されたことで、本形式は消滅した。

## 保存車
| 画像 | 番号                        | 所在地                                                                          | 備考 |  |
| ---- | --------------------------- | ------------------------------------------------------------------------------- | --- |  |
|      | ヨ3961                      | 群馬県安中市松井田町横川 碓氷峠鉄道文化むら                                     | ED42形電気機関車を動態復元した際に、600V専用機であるED42形を1500V架線下で走行させるため、ED42形のパンタグラフからの母線を一旦本車に引き込み600Vに降圧する目的で、車内に抵抗器を搭載する改造が行われていたが、後年碓氷峠鉄道文化むら収蔵のために保存整備をする際、抵抗器等の電源装備は撤去され、内装は旧に復している。 |  |
|      | ヨ4407 ヨ4421 ヨ4430 ヨ4433 | 北海道紋別郡湧別町中湧別中町 上湧別百年記念公園 中湧別駅記念館 （旧中湧別駅跡） | |  |
|      | ヨ4402                      | 北海道旭川市                                                                    | 自動車販売店の事務所として利用されている |  |
|      | ヨ4424 ヨ4459 ヨ4460        | 北海道網走郡大空町女満別本通1丁目 女満別駅                                      | 以前は宿泊施設として利用されていた |  |
|      | ヨ4456                      | 北海道名寄市字緑丘222 名寄市北国博物館                                          | 蒸気機関車59601・蒸気機関車D51398、マックレー雪かき車キ911、ロータリー雪かき車キ604と連結され、キマロキ編成を再現した状態で保存展示されている。2010年、排雪列車「キマロキ」編成として、準鉄道記念物に指定された。 |  |
|      | ヨ4642                      | 北海道野付郡別海町西春別駅前西町1-2 別海町鉄道記念公園 （西春別駅跡）           | サハリン州鉄道D51-27、雪かき車キ276と連結されている。 |  |
|      | ヨ4647                      | 北海道勇払郡安平町追分柏が丘49-1 道の駅あびら D51ステーション                   | ヨ3500形最後の1両。廃車後は苗穂工場で保管されていたが、2019年に当地へ搬入された。 |  |
|      | ヨ4674                      | 北海道北見市常盤町                                                              | （個人所有） |  |
|      | ヨ4730                      | 北海道河東郡音更町新通6丁目 音更町交通公園 （旧音更駅跡）                       | |  |
|      | ヨ4779                      | 栃木県那須烏山市白久218ｰ1 那珂川清流鉄道保存会                                  | 貨物鉄道博物館所有 |  |
|      | ヨ4842                      | 北海道河東郡士幌町字士幌 士幌駅跡                                               | ワム187711・ワム187936と連結されている。 |  |
|      | ヨ4843                      | 北海道河東郡上士幌町字ぬかびら源泉郷 上士幌町鉄道資料館                         | |  |

上記以外に、物置や小屋代用として民間にも大量に払い下げられ、北海道など一部は閑散線区で車体部分が無人駅の代用駅舎などとして利用されている例も多い。
車掌車利用の駅についてはCategory:車掌車改造駅を参照

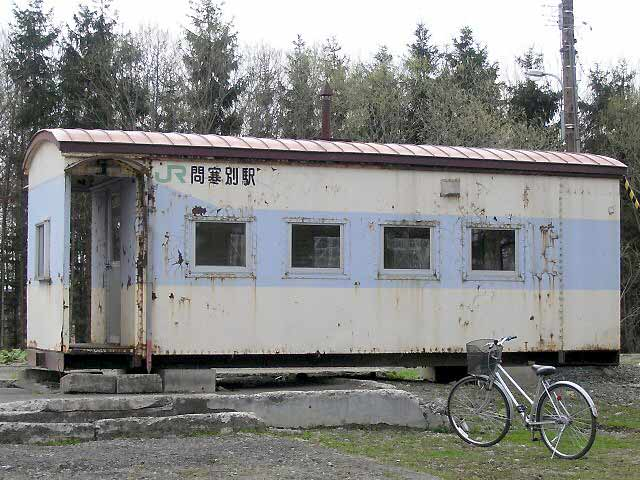
車掌車改造駅舎の例 （問寒別駅）